# 1967년의 길고 무더운 여름
1967년의 길고 무더운 여름(Long, hot summer of 1967)은 1967년 여름에 미국 전역에서 발생한 159개의 인종 폭동을 말한다. 6월에는 애틀랜타, 보스턴, 신시내티, 버팔로 및 탬파에서 폭동이 있었다. 7월에는 뉴어크, 디트로이트, 버밍엄, 시카고, 뉴욕시, 밀워키, 미니애폴리스, 뉴브리튼, 로체스터, 플레인필드, 톨레도에서 폭동이 일어났다.
이 여름의 폭동들 중에서 가장 파괴적인 것은 7월 뉴저지주 뉴어크와 미시간주 디트로이트에서 발생한 것으로 상당수의 당대 언론 표제에서 "전투"로 묘사 될 정도였다. 1967년 여름과 그보다 앞선 2년간 폭동의 결과로, 린든 B. 존슨 대통령은 흑인 미국인의 폭동과 도시 문제(urban issues)를 조사하기 위해 커너 위원회를 설립했다.

## 역사
제도화된 실업, 폭력적인 경찰의 치안 유지 활동, 열악한 주거환경의 역사는 이미 미국의 특정 지역에서 나타나고 있었다. 폭동은 전국적으로 퍼져나갔고 특히 여름철에 더욱 확산되었다. 전국적으로 폭동이 일어나는 동안 히피 공동체에서는 사랑의 여름이 일어나고 있었고, 미국인들은 저녁 텔레비전 뉴스에서 보도하는 베트남 전쟁의 부대 이동을 목격했다. 7월 말, 린든 B. 존슨 대통령은 폭동을 조사하기 위해 커너 위원회를 세웠고, 위원회는 1968년 폭동의 원인이 미국 빈민가에 만연한 사회적 불평등이 원인이라는 보고서를 발표했다. 1967년 9월까지 총 83명이 사망했고 수천 명이 다쳤으며 수천만 달러의 재산피해가 발생했고 인근 지역 전체가 불탔다.

## 반응
1967년 12월 마이애미의 경찰서장 월터 E. 헤들리(Walter E. Headley)의 악명 높은 발언인 "약탈이 시작되면 발포도 시작된다"는 길고 무더운 여름을 겪어낸 맥락에서 나온 것이며 또한 프랭크 리조, 리처드 데일리, 조지 월리스가 약탈자와 폭도에 대한 강경한 접근을 지지한다고 발언한 이후에 나온 것이다.
1967년 7월 초 미국 법무부는 지역 언론과 만나 "보도 자제"를 요구했다. 1967년 12월, 한 심리학자가 뉴욕 타임스에 의해 "억지력"에 관해 질문 받았을 때, 폭동은 계속될 것이라고 대답했다.

### 여론조사
미네소타주를 대상으로 한 설문조사에서 응답자에게 폭동과 민권운동 사이의 관계 인식을 얼마나 하고 있는지 조사했다. 민권운동과 폭동 사이에 연관성이 있느냐는 질문에는 49%가 그렇다고 답했고 38%는 아니라고 답했다. 전체의 65%는 폭동을 그저 무절제한 충돌이 아니라 계획된 것이라 생각한다고 답했다. 미네소타주를 대상으로 한 또 다른 설문조사에서는 폭동의 원인이 인종 차별 때문인지 무법적인 불량배 때문인지를 묻는 질문에 32%가 인종차별, 49%가 불량배라고 답했다. 1968년 3월 워싱턴 포스트에 보고된 해리스여론조사소의 조사에서 미국인의 37%가 1967년 인종 폭동이 주로 불평등에 의해 야기되었다는 커너 위원회의 보고서에 동의했고, 49%는 동의하지 않았다. 백인 중 과반수(53%)가 동의하지 않았으며 오직 35%만이 동의했다. 그에 반해 흑인은 58%가 동의했고, 17%는 동의하지 않았다.

## 폭동 목록
폭동 중 일부 목록:
- 1967년 애틀랜타 폭동 (7월 17일 ~ 20일)
- 1967년 버팔로 폭동 (6월 26일 ~ 7월 1일)
- 1967년 카이로 폭동 (7월 17 ~ 21일)
- 1967년 케임브리지 폭동(1967년 7월 24일)
- 1967년 신시내티 폭동 (6월 12일 ~ 6월 15일)
- 1967년 디트로이트 폭동 (7월 23일 ~ 28일)
- 1967년 밀워키 폭동 (7월 30일 ~ 8월 3일)
- 1967년 미니애폴리스 폭동 (7월 20일 ~ 21일)
- 1967년 뉴어크 폭동 (7월 12일 ~ 17일)
- 1967년 뉴욕시 폭동 (7월 22일 ~ 30일)
- 1967년 플레인필드 폭동 (7월 14일 ~ 16일)
- 1967년 포틀랜드 폭동 (7월 30일)
- 1967년 리비에라 해변 폭동 (7월 30일 ~ 31일)
- 1967년 새기노 폭동 (7월 26일)
- 1967년 탬파 폭동 (6월 11일 ~ 15일)
- 1967년 톨레도 폭동 (7월 23일 ~ 25일)

## 같이 보기
- 2020–2022년 미국 인종 불안
- 퍼거슨 불안
- 조지 플로이드 시위
- 왕 암살 폭동
- 미국의 시민 소요 사태 목록

### 참고도서
- McLaughlin, Malcolm (2014). 《The Long, Hot Summer of 1967: Urban Rebellion in America》. Palgrave Macmillan. ISBN 9781137269638.

## 추가 문헌
- 마이클 오미(Michael Omi)와 하워드 위넌트(Howard Winant)의 Racial formation in the United States: from the 1960s to the 1990s (1994)
- 월터 C. 러커(Walter C. Rucker) 및 제임스 N. 업튼(James N. Upton), 편집자들. Encyclopedia of American Race Riots (2007) 930쪽부터 -